# Beck Bennett
Beck Bennett (Wilmette, Illinois, 1 de outubro de 1984) é um ator, comediante e roteirista norte-americano, mais conhecido por fazer parte do elenco do Saturday Night Live.